# Chola (filme)
Chola (em inglês: Shadow of Water) é um filme dramático de 2019 na língua malaia indiana, dirigido por Sanal Kumar Sasidharan e produzido por Joju George, e co-produzido por Shaji Mathew e Aruna Mathew. O filme é estrelado por Joju George, Nimisha Sajayan e Akhil Viswanath.

## Sinopse
Uma adolescente da escola e seu amante adolescente se encontram na vila ao amanhecer para sair para uma viagem à cidade. Enfurecida com a presença de um estranho junto com o garoto, ela expressa sua hesitação, no entanto, ele a conforta e convence que o estranho os deixará no ponto de ônibus e o trio começa sua jornada. Passando pelos subúrbios montanhosos de Querala, eles alcançam o coração da cidade. Prédios altos para o recinto de compras, a garota está espantada e animada. Continuando sua jornada de volta à noite, as coisas tomam um rumo selvagem, depois revelando inevitáveis incidentes intrigantes.

## Elenco
- Nimisha Sajayan como Janaki
- Joju George como Chefe
- Akhil Viswanath como amante de Janaki

## Festivais
- Festival Internacional de Cinema de Veneza[3]
- Festival Internacional de Cinema de Genebra[4]
- Tokyo Filmex